# Possesse
Pour les articles homonymes, voir Possesse (homonymie).
Possesse est une commune française située dans le département de la Marne et la région Grand Est.

## Géographie

### Localisation
Possesse est située sur la D 982 à 23,7 km de Vitry-le-François et 22,9 km de Sainte-Menehould. La commune est aussi desservie par la D 1 à 36 km de Châlons-en-Champagne et par l'ancienne voie romaine la D 994 à l'est.

### Communes limitrophes
| Contault                   | Saint-Mard-sur-le-Mont | Le Châtelier                   |
| Bussy-le-Repos             | Possesse               | Sommeilles Nettancourt (Meuse) |
| Saint-Jean-devant-Possesse | Vernancourt            | Charmont                       |

### Hydrographie
La commune est traversée par la ligne de partage des eaux entre les régions hydrographiques « la Seine de sa source au confluent de l'Oise (exclu) » et « la Seine du confluent de l'Oise (inclus) à l'embouchure » au sein du bassin Seine-Normandie. Elle est drainée par la Vière, le cours d'eau 01 de l'Étang Coupé, le Pinsoie, la Fausse, la Vière, le cours d'eau 01 du Champ Nonnain, le Fossé 01 de la Taille Thiémont, le Fossé 01 des Petits Étangs, le Fossé 01 du Bois des Plantis, le Fossé 01 du Pâquis des Ducs, le Fossé 01 du Pont aux Anes, le ruisseau de la Cote, le ruisseau des Étangs et,.
La Vière, d'une longueur de 42 km, prend sa source dans la commune de Noirlieu et se jette  dans la Chée à Outrepont, après avoir traversé 13 communes.

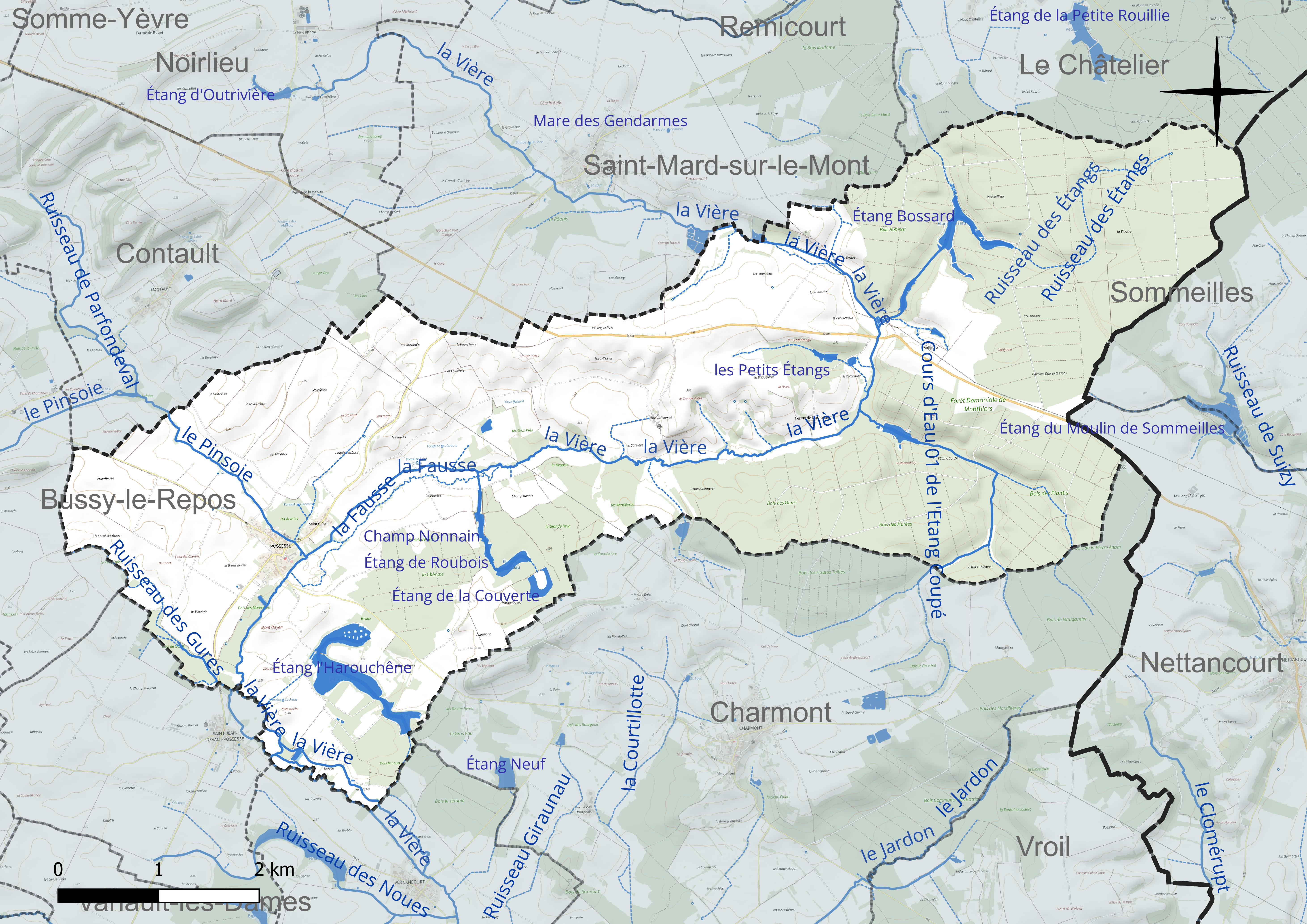
Réseau hydrographique de Possesse.

Divers plans d'eau complètent le réseau hydrographique : Champ Nonnain (1,4 ha), les Petits étangs (1,3 ha), l'étang Bossard (6 ha), l'étang Cazon (2 ha), l'étang de Censeau (3,4 ha), l'étang de la Couverte (3,5 ha), l'étang de la Cuisine (3,1 ha), l'étang de Roubois (1,2 ha), l'étang des Battants (1,6 ha), l'étang du Crible (5,3 ha) et l'étang l'Harouchêne (22,4 ha),.

### Climat
Pour des articles plus généraux, voir Climat du Grand Est et Climat de la Marne.
En 2010, le climat de la commune est de type climat des marges montargnardes, selon une étude du Centre national de la recherche scientifique s'appuyant sur une série de données couvrant la période 1971-2000. En 2020, Météo-France publie une typologie des climats de la France métropolitaine dans laquelle la commune est exposée à un climat océanique altéré et est dans la région climatique Nord-est du bassin Parisien, caractérisée par un ensoleillement médiocre, une pluviométrie moyenne régulièrement répartie au cours de l’année et un hiver froid (3 °C).
Pour la période 1971-2000, la température annuelle moyenne est de 10,2 °C, avec une amplitude thermique annuelle de 15,9 °C. Le cumul annuel moyen de précipitations est de 842 mm, avec 12,9 jours de précipitations en janvier et 8,9 jours en juillet. Pour la période 1991-2020, la température moyenne annuelle observée sur la station météorologique de Météo-France la plus proche, « Somme-Vesle », sur la commune de Somme-Vesle à 19 km à vol d'oiseau, est de 10,7 °C et le cumul annuel moyen de précipitations est de 782,0 mm. 
La température maximale relevée sur cette station est de 41,5 °C, atteinte le 25 juillet 2019 ; la température minimale est de −17,6 °C, atteinte le 21 février 1994,,.
Les paramètres climatiques de la commune ont été estimés pour le milieu du siècle (2041-2070) selon différents scénarios d'émission de gaz à effet de serre à partir des nouvelles projections climatiques de référence DRIAS-2020. Ils sont consultables sur un site dédié publié par Météo-France en novembre 2022.

## Urbanisme

### Typologie
Au 1er janvier 2024, Possesse est catégorisée commune rurale à habitat dispersé, selon la nouvelle grille communale de densité à sept niveaux définie par l'Insee en 2022.
Elle est située hors unité urbaine. Par ailleurs la commune fait partie de l'aire d'attraction de Châlons-en-Champagne, dont elle est une commune de la couronne,. Cette aire, qui regroupe 97 communes, est catégorisée dans les aires de 50 000 à moins de 200 000 habitants,.

### Occupation des sols
L'occupation des sols de la commune, telle qu'elle ressort de la base de données européenne d’occupation biophysique des sols Corine Land Cover (CLC), est marquée par l'importance des territoires agricoles (52,9 % en 2018), une proportion sensiblement équivalente à celle de 1990 (53,2 %). La répartition détaillée en 2018 est la suivante : 
forêts (45,1 %), terres arables (39,8 %), prairies (10,9 %), zones agricoles hétérogènes (2,2 %), eaux continentales (1,1 %), zones urbanisées (0,9 %). L'évolution de l’occupation des sols de la commune et de ses infrastructures peut être observée sur les différentes représentations cartographiques du territoire : la carte de Cassini (XVIIIe siècle), la carte d'état-major (1820-1866) et les cartes ou photos aériennes de l'IGN pour la période actuelle (1950 à aujourd'hui).

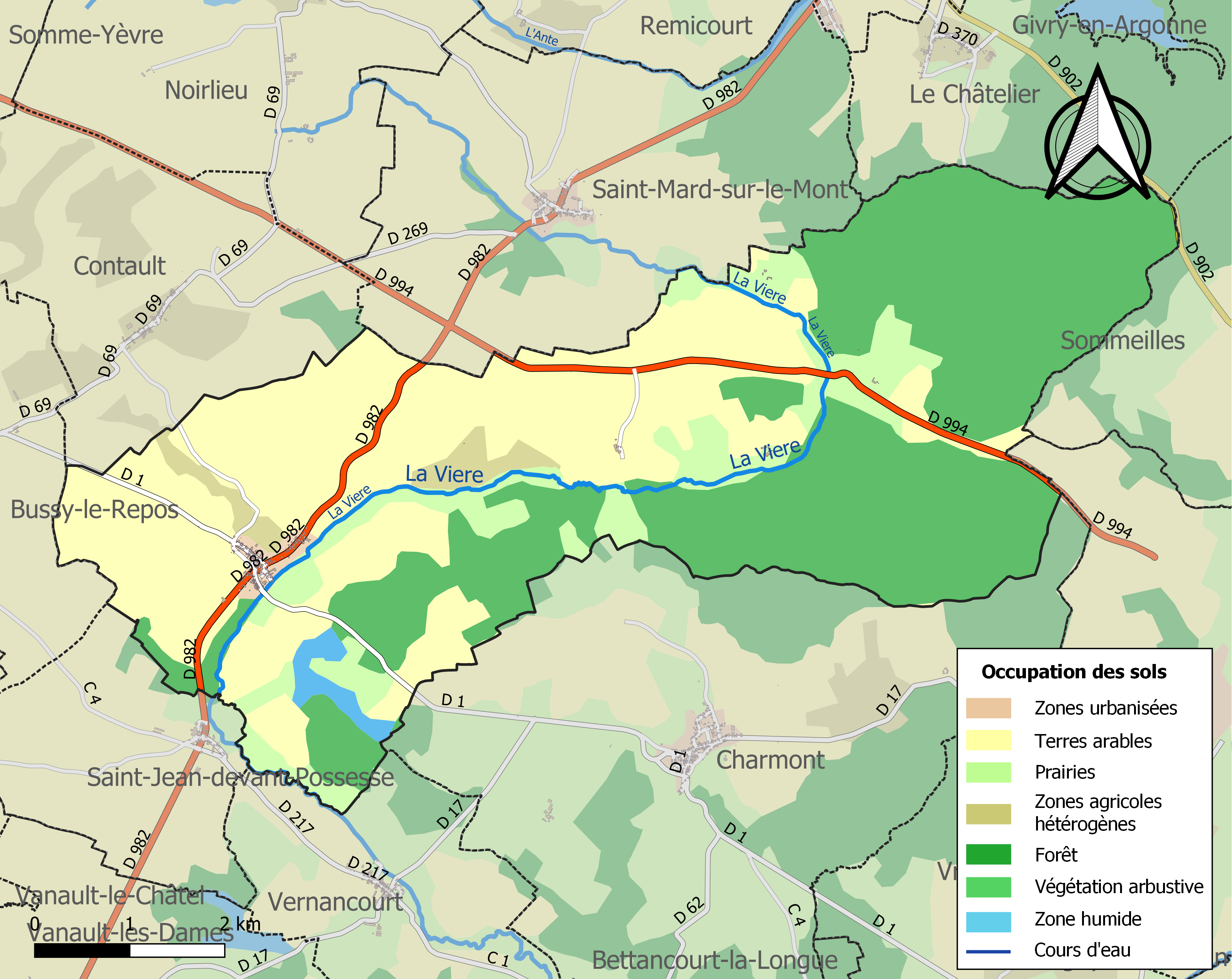
Carte des infrastructures et de l'occupation des sols de la commune en 2018 (CLC).

## Toponymie
Le nom de la localité est attesté sous les formes Possessa (1092) ; Possessia (1123) ; Possessum (1135) ; Posessa (1148) ; Pesessa (vers 1165) ; Possesse (vers 1222) ; Porsessa (1223) ; Pocesse (1244) ; Poussesse (1263) ; Pocessa (1303) ; Poucesse (1307) ; Posesse (1413).
De l'oïl possesse « possession , action de posséder , ce qu'on possède ».

## Histoire

Blason de la famille de Garlande.

La commune est un site néolithique occupé par les Gaulois puis par les Romains.
L'histoire de l'origine de ce bourg n'est pas facile à élucider. Certains s'accordent, sans vraiment le prouver, à reconnaitre cette paroisse sous la désignation de Pistoe dans l'itinéraire d'Antonin. C'était sans doute, dès l'époque carolingienne, une localité assez importante pour qu'il s'y soit tenu un concile en 862. Son premier seigneur connu est Guy Ier de Possesse qui meurt en 1097 lors du siège de Nicée durant la première croisade. Elle doit surtout son développement à la proximité de l'abbaye de Monstiers, transféré vers 1150 sur son territoire et à l'influence de la famille de Garlande (Gallande), qui en posséda la seigneurie dès la fin du XIIe siècle. Elle relevait auparavant au Comte de Champagne.

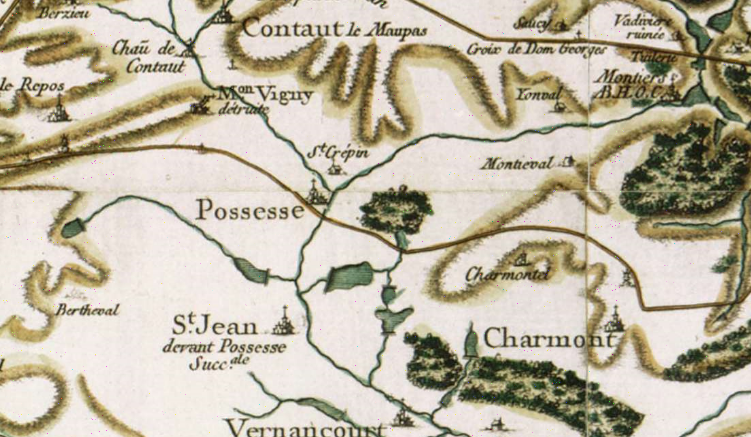
Possesse sur la carte de Cassini.

En 1168, Adam de Possesse fit construire un hôpital, réuni à celui de Vitry en 1600.
En 1224, Anselme de Garlande augmenta la dot du prieuré de Saint-Crépin, fondé au début du XIIe siècle, sous la dépendance de l'abbaye de Saint-Pierre-aux-Monts.
Au Moyen Âge, le territoire de Possesse était couvert d'habitations et il était considérablement plus grand. En direction de Contault, s'étendait la paroisse de Maison-Vigny qui formait une cure au XIIIe siècle et avait des seigneurs particuliers. Ce site fut ruiné par des bandes allemandes sous Louis XIV, et ne constitua plus qu'un fief qui appartenait, avec un château moderne, à la famille Haudos au moment de la Révolution.
En 1806, la commune absorbe celle voisine de Moutiers ; cette dernière porta provisoirement, au cours de la Révolution française, le nom de Yonval.

## Politique et administration
Le conseil municipal de la commune, est composé de onze élus.

### Intercommunalité
La commune, antérieurement membre de la communauté de communes des Côtes de Champagne, est membre, depuis le 1er janvier 2014, de la communauté de communes Côtes de Champagne et Saulx.
En effet, conformément aux prévisions du schéma départemental de coopération intercommunale (SDCI) de la Marne du 15 décembre 2011, les quatre petites intercommunalités : 

- communauté de communes de Saint-Amand-sur-Fion, 
- communauté de communes des Côtes de Champagne, 
-  communauté de communes des Trois Rivières 
- communauté de communes de Champagne et Saulx 

ont fusionné le 1er janvier 2014, en intégrant la commune isolée de Merlaut, pour former la nouvelle communauté de communes Côtes de Champagne et Saulx.
Dans le cadre des prévisions du nouveau schéma départemental de coopération intercommunale (SDCI) de la Marne du 30 mars 2016, celle-ci fusionne le 1er janvier 2017 avec cinq des sept communes de Saulx et Bruxenelle (Étrepy, Pargny-sur-Saulx, Blesme, Saint-Lumier-la-Populeuse, Sermaize-les-Bains) pour former la nouvelle communauté de communes Côtes de Champagne et Val de Saulx, dont Possesse est désormais membre.

### Liste des maires
| Période  | Période                    | Identité                        | Étiquette | Qualité                                                        |
| -------- | -------------------------- | ------------------------------- | --------- | -------------------------------------------------------------- |
| 1790     | 1791                       | M. Nicaise                      |           |                                                                |
| 1791     | 1792                       | M. Rollet                       |           |                                                                |
| 1792     | An III                     | M. Nicaise                      |           |                                                                |
| An III   | An VII                     | Jean Etienne                    |           |                                                                |
| An VII   | 1805                       | M. Pélican                      |           |                                                                |
| 1805     | 1825                       | Pierre Pélican                  |           | médecin                                                        |
| 1825     | 1870                       | Jean Baptiste Théodore Delaunay |           |                                                                |
| 1871     | 1876                       | Pierre Jules Pélican            |           |                                                                |
| 1876     | 1908                       | Pierre François Jules Guillemin |           |                                                                |
| 1908     | 1925                       | Georges Maulvaux                |           |                                                                |
| 1925     | 1945                       | Pierre Maulvaux                 |           |                                                                |
| 1945     | 1989                       | Jean Rémy                       |           |                                                                |
| 1989     | 2008                       | Maud Lemal                      |           |                                                                |
| 2008     | 2015                       | Pierre Palamaringue             |           | Mandat écourté par une motion de défiance du conseil municipal |
| 2015     | mai 2020                   | Laurent Gyurica                 |           |                                                                |
| mai 2020 | En cours (au 15 juin 2020) | Régine Labroche                 |           |                                                                |

## Équipements et services publics

### Eau et déchets
Le service public des déchets est assuré par le Syndicat mixte du Sud-Est Marnais (SYMSEM), qui a mis en place une redevance incitative. La collecte des ordures ménagères résiduelles (en bacs noirs pucés ou en sacs rouges prépayés) et des emballages ménagers recyclables (en sacs jaunes) est réalisée en porte à porte. Le SYMSEM adhérant au syndicat de valorisation des ordures ménagères de la Marne (SYVALOM), ces déchets sont amenés en centre de transfert à Sainte-Menehould ou Vitry-en-Perthois, puis valorisés sur le site de La Veuve. La collecte du verre se fait en apport volontaire, avant transformation dans une usine de Reims. Pour les déchets volumineux ou dangereux, le SYMSEM met à disposition de ses habitants une plateforme de déchets verts et gravats, à Saint-Amand-sur-Fion, ainsi que 12 déchèteries, à Arrigny, Courtisols, Givry-en-Argonne, Mairy-sur-Marne, Pargny-sur-Saulx, Pogny, Sainte-Menehould, Thiéblemont-Farémont, Valmy, Vanault-les-Dames, Villers-en-Argonne et Ville-sur-Tourbe.

## Population et société

### Démographie
L'évolution du nombre d'habitants est connue à travers les recensements de la population effectués dans la commune depuis 1793. Pour les communes de moins de 10 000 habitants, une enquête de recensement portant sur toute la population est réalisée tous les cinq ans, les populations de référence des années intermédiaires étant quant à elles estimées par interpolation ou extrapolation. Pour la commune, le premier recensement exhaustif entrant dans le cadre du nouveau dispositif a été réalisé en 2004.

En 2022, la commune comptait 124 habitants, en évolution de −26,19 % par rapport à 2016 (Marne : −1,19 %, France hors Mayotte : +2,11 %).
| 1793 | 1800 | 1806 | 1821 | 1831 | 1836 | 1841 | 1846 | 1851 |
| ---- | ---- | ---- | ---- | ---- | ---- | ---- | ---- | ---- |
| 477  | 553  | 617  | 577  | 571  | 634  | 637  | 640  | 680  |

| 1856 | 1861 | 1866 | 1872 | 1876 | 1881 | 1886 | 1891 | 1896 |
| ---- | ---- | ---- | ---- | ---- | ---- | ---- | ---- | ---- |
| 630  | 634  | 601  | 550  | 523  | 484  | 496  | 464  | 434  |

| 1901 | 1906 | 1911 | 1921 | 1926 | 1931 | 1936 | 1946 | 1954 |
| ---- | ---- | ---- | ---- | ---- | ---- | ---- | ---- | ---- |
| 438  | 435  | 413  | 334  | 375  | 359  | 346  | 313  | 311  |

| 1962 | 1968 | 1975 | 1982 | 1990 | 1999 | 2004 | 2006 | 2009 |
| ---- | ---- | ---- | ---- | ---- | ---- | ---- | ---- | ---- |
| 283  | 247  | 195  | 162  | 142  | 145  | 144  | 158  | 185  |

| 2014 | 2019 | 2022 | - | - | - | - | - | - |
| ---- | ---- | ---- | - | - | - | - | - | - |
| 167  | 137  | 124  | - | - | - | - | - | - |

## Culture locale et patrimoine

### Lieux et monuments

#### Vestiges préhistoriques et antiques
- Vestiges de camp romain.
- Station sur la voie romaine Reims-Bar-le-Duc Ariola, aujourd'hui La Vadivière (vadum veriœ, gué sur la Vière). Latitude :  N 48° 54′ 16,27″ Longitude : E 4° 53′ 30,44″. Les spécialistes ne sont pas tous d'accord sur la localisation de la station romaine d'Ariola. Une partie d'entre eux la voient plutôt à « Maison du Val », commune de Noyers-Auzécourt.

#### Architecture civile
- Motte féodale.
- Vestiges de fortifications.
- Château du Bois des Bourgeois.

#### Architecture sacrée
- Église Saint-Symphorien XVIe siècle : chœur rectangulaire, clés de voûte, nef avec collatéraux.
- Pierre tombale seigneuriale 1622.
- Ruines de l'abbaye cistercienne de Monthiers-en-Argonne. Une abbaye de chanoines réguliers de l'ordre de saint Augustin fut fondée au Vieux-Montiers (entre Sommeilles et Laheycourt, commune de Noyers-Auzécourt) par l'abbé Eustache vers 1135. Elle devint cistercienne en 1147 sous l'influence de l'abbaye de Trois-Fontaines. Le site fut jugé trop exposé dans sa large plaine alluviale de la Chée et l'abbaye fut transférée à son emplacement actuel vers 1168, dans la vallée de la Vière en pleine forêt de Tremblay. Le site primitif fut transformé en grange (ferme) et pris le nom significatif de Vieux-Monthier. La construction de l’abbaye définitive et de l’église fut dès lors engagée, favorisée par l’accroissement des revenus provenant de nombreux dons. L'église abbatiale ne fut terminée qu'en 1215 ainsi que le cloître, une aile des convers, un colombier et des grands aménagements hydrauliques (aqueduc, latrines, évacuations). À la Révolution, en 1791 et 1792, les biens de Montiers furent vendus, les bâtiments comme carrière de pierre pour 90 000 Frs[32].
- Croix, dite Croix de Dom Georges ou Croix-Saint-Georges, construite sous Louis XII, près de Saint-Mard-sur-le-Mont. Ce calvaire est situé sur la commune de Possesse, au bord de la RD 994 (ancienne voie romaine Reims-Metz), offrant une vue panoramique sur le village de Saint-Mard-sur-le-Mont. Latitude :  N 48° 54' 25.39" ; longitude : E 4° 51' 52.60".

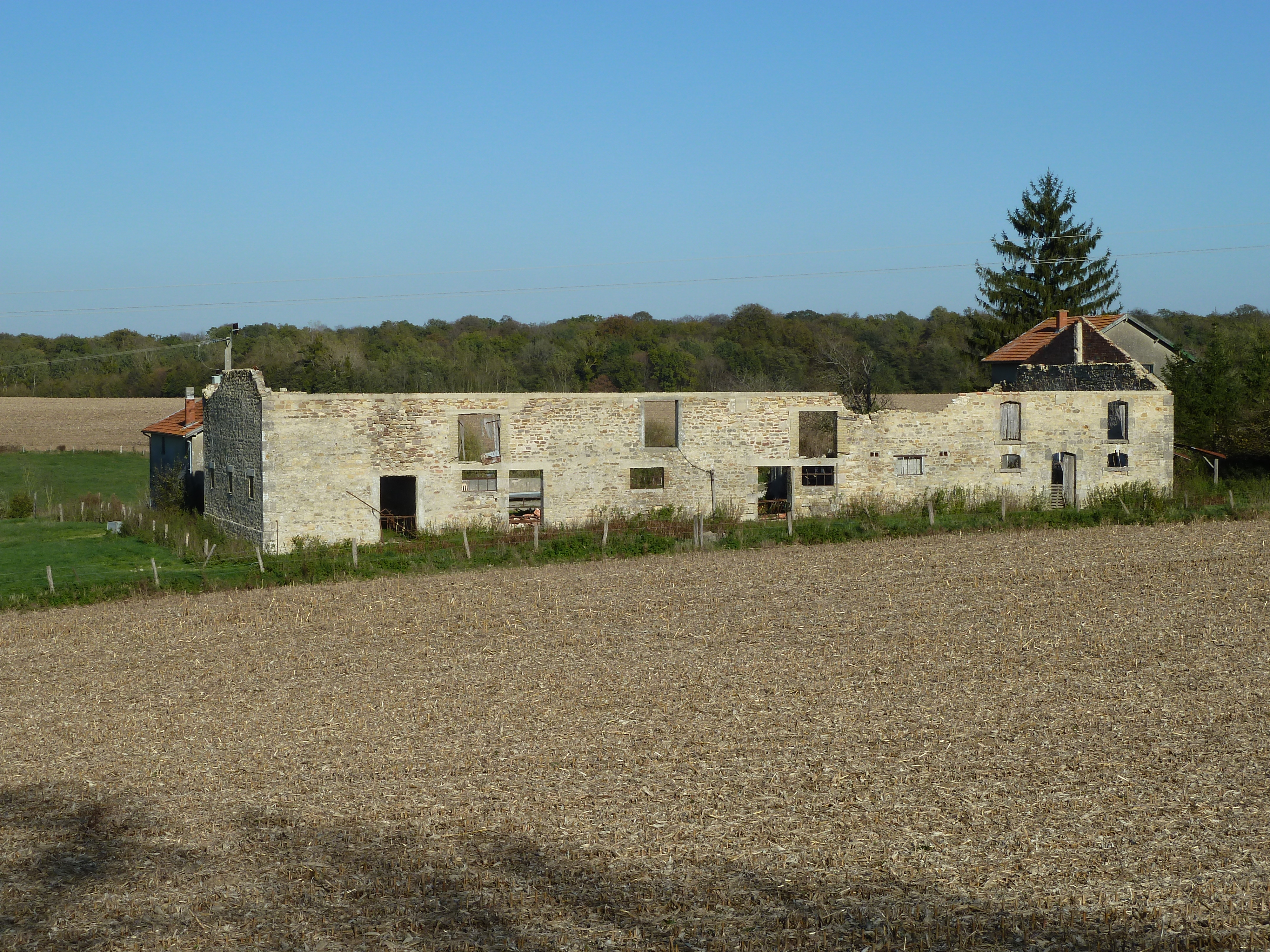
Vadivière (vadum veriœ, gué sur la Vière).
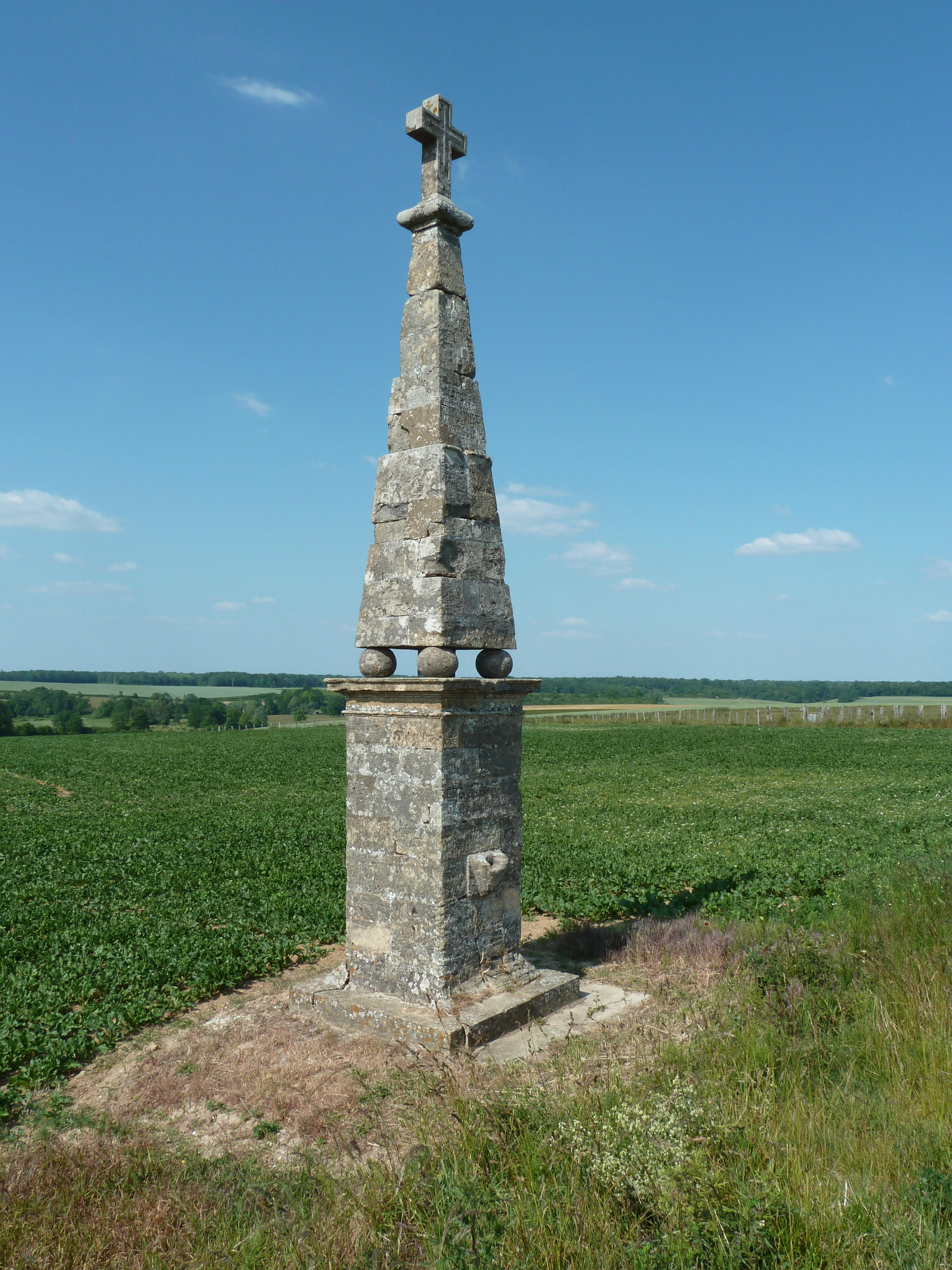
Croix de Dom Georges.
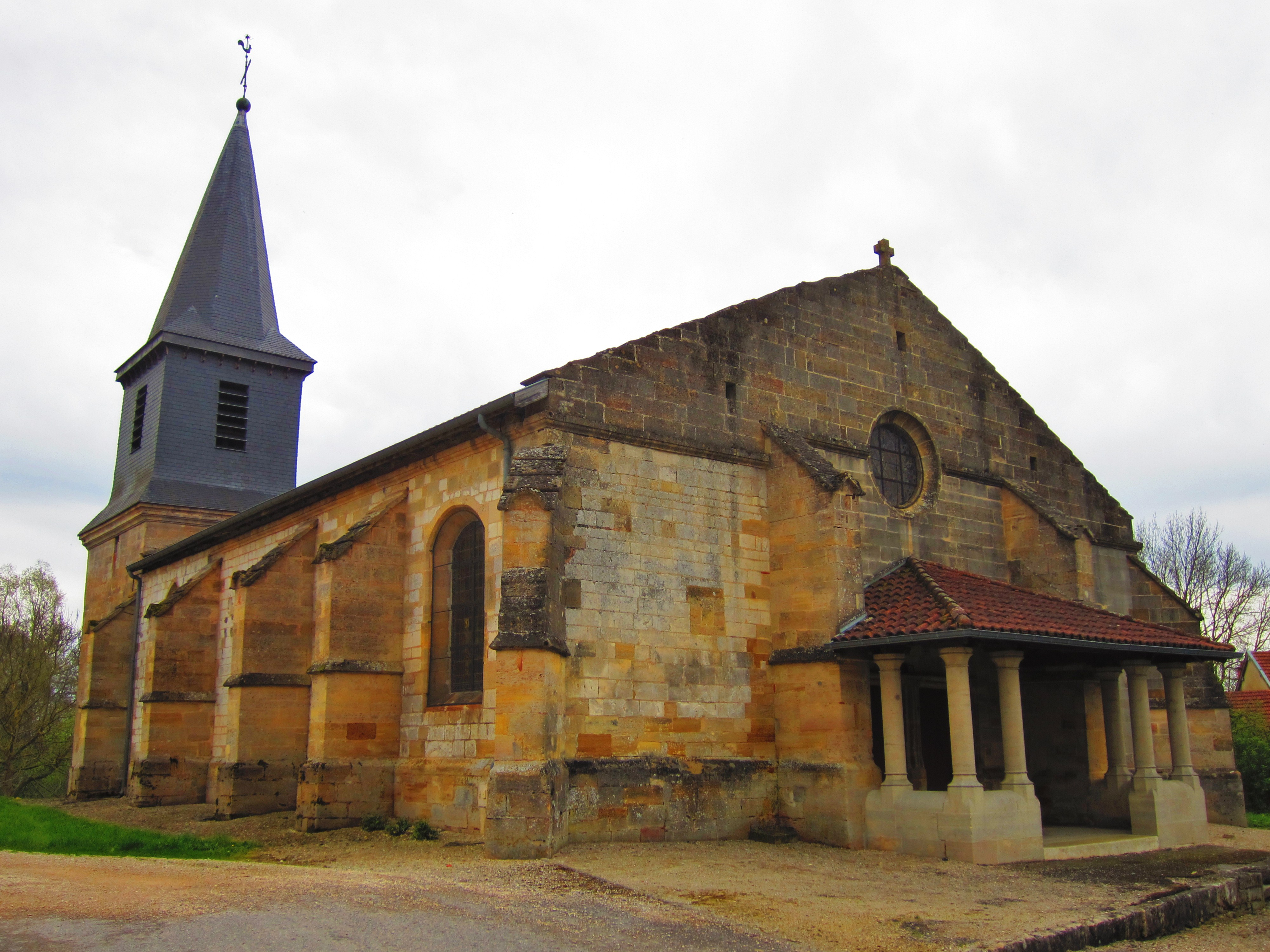
Église Saint-Symphorien XVIe siècle.

### Personnalités liées à la commune
- Général Jean-Baptiste Dommanget.